# Симплегады
Симплегады (греч. Συμπληγάδες «сталкивающиеся») в греческой мифологии — скалы, плававшие у входа в Понт Эвксинский: сталкиваясь, эти скалы уничтожали корабли.
Симплегады, в переносном смысле, означают двустороннюю одновременную опасность.

## Мифология
По мифу об аргонавтах, блуждающие скалы Симплегады находятся у Босфора, при входе в Понт Эвксинский (Чёрное море). Когда корабль аргонавтов приблизился к ним, Евфем выпустил голубку (по другой версии — цаплю), которая пролетела через них. Когда корабль «Арго» смог проплыть между скалами, они навсегда остановились.
Блуждающие или сталкивающиеся скалы, «горы толкучие» присутствуют во многих мифах народов мира.

## Локализация
Источником для мифа послужили Кианейские острова (греч. Κυάνεαι νη̃σοι) — два небольших скалистых острова, которые при выходе из фракийского Босфора в Эвксинский Понт были опасны для мореплавания и, по преданию, до похода аргонавтов были плавучие и сшибались.